# Liste des maires de Falaise
La liste des maires de Falaise présente la liste des maires de la commune française de Falaise, située dans le département du Calvados en région Normandie.

## Liste des maires

### Entre 1790 et 1947
| Période                                  | Période              | Identité                      | Étiquette       | Qualité |
| ---------------------------------------- | -------------------- | ----------------------------- | --------------- | --- |
| Les données manquantes sont à compléter. |                      |                               |                 | |
| ca. 1792                                 |                      | Charles-François Blaschet     |                 | Député suppléant n'ayant pas siégé à la convention nationale |
| Les données manquantes sont à compléter. |                      |                               |                 | |
| vers 1807                                |                      | M. de Saint-Léonard           |                 | |
| après 1807                               |                      | M. Labbé                      |                 | |
| avant 1846                               | 1852                 | Jean Édouard Leclerc          |                 | Négociant. Conseiller général. Chevalier de la Légion d'honneur. |
| 1856                                     | 1861                 | Louis Lefebvre                |                 | Ingénieur en chef au corps royal des mines |
| vers 1862                                | 1871                 | Gustave Le Guay               |                 | Filateur |
| 16 mai 1871                              | 1881                 | Jérôme Esnault                | Centre gauche   | Avocat Député du Calvados (Circ. Falaise) (1881 → 1885) Conseiller général de Falaise-Nord (1871 → 1887) Chevalier de la Légion d'honneur                                                          |
| 1882                                     |                      | Hippolyte Turgis              | Républicain     | Instituteur puis chirurgien en chef Sénateur du Calvados (1891 → 1904) Conseiller général de Falaise-Sud (1874 → 1904) Président du conseil général (1897 → 1904) Chevalier de la Légion d'honneur |
| Les données manquantes sont à compléter. |                      |                               |                 | |
| 1893                                     | ?                    | Noé Barbé                     |                 | Tanneur, conseiller d'arrondissement du canton de Falaise-Sud |
|                                          |                      |                               |                 | |
| 1908                                     | mai 1922 (démission) | Georges Dubuis                |                 | Propriétaire, conseiller d'arrondissement du canton de Falaise-Nord |
| Les données manquantes sont à compléter. |                      |                               |                 | |
| avant 1926                               | 19 mai 1929          | Jules Lecouturier (1863-1934) | Union nationale | Tanneur, fabricant de chaussures Conseiller d'arrondissement (1928 → 1934) |
| 19 mai 1929                              | mai 1941 (décès)     | Eugène Guilloteau             | Rad.ind.        | Professeur honoraire de collège Conseiller général de Falaise-Sud (1934 → 1940) |
| juillet 1941                             | 31 octobre 1947      | Henri Cailloué (1873-1959)    | DVD             | Médecin, ancien premier adjoint Conseiller général de Falaise-Sud (1945 → 1959) Ancien conseiller d'arrondissement (1925 → 1940) Nommé conseiller départemental en 1943                            |

### Depuis 1947
| Période          | Période                        | Identité         | Étiquette   | Qualité |
| ---------------- | ------------------------------ | ---------------- | ----------- | --- |
| 31 octobre 1947  | 20 mars 1959                   | Maurice Nicolas  | PRRRS-RGR   | Chevalier de la Légion d'honneur |
| 20 mars 1959     | 20 octobre 1967 (démission)    | Edward Holman    | UNR         | Avoué Conseiller général de Falaise-Sud (1959 → 1967) |
| 17 novembre 1967 | 20 mars 1989                   | Paul German      | DVD-MN      | Médecin généraliste Conseiller général de Falaise-Sud (1967 → 1992) Conseiller régional de Basse-Normandie (1974 → 1992) Président du conseil régional (1978 → 1982) |
| 20 mars 1989     | 18 avril 2005 (démission)      | Claude Leteurtre | UDF         | Chirurgien orthopédiste Adjoint au maire chargé de la culture (1983 → 1989) Député du Calvados (3e circ.) (2002 → 2012) Conseiller général de Falaise-Sud (1992 → 2004 et 2005 → 2015) Vice-président du conseil général du Calvados (1992 → 2002) Président de la CC du Pays de Falaise (1994 → 2005) |
| 25 avril 2005,   | 4 juillet 2020                 | Éric Macé        | DVD         | Médecin généraliste, ancien adjoint au maire 1er vice-président de la CC du Pays de Falaise |
| 4 juillet 2020   | En cours (au 9 septembre 2023) | Hervé Maunoury   | DVG (ex-PS) | Chef d'entreprise, ancien responsable des MJS du Calvados |

## Conseil municipal actuel
Les 29 sièges composant le conseil municipal ont été pourvus le 28 juin 2020 à l'issue du second tour. Actuellement, il est réparti comme suit : 

## Résultats des élections municipales

### Élection municipale de 2020
| Tête de liste                                            | Tête de liste            | Liste                    | Premier tour | Premier tour | Second tour | Second tour | Sièges | Sièges |
| Tête de liste                                            | Tête de liste            | Liste                    | Voix         | %            | Voix        | %           | CM     | CC     |
| -------------------------------------------------------- | ------------------------ | ------------------------ | ------------ | ------------ | ----------- | ----------- | ------ | ------ |
|                                                          | Clara Dewaële-Canouel    | DVC                      | 1 132        | 48,52        | 1 314       | 48,79       | 7      | 5      |
| Agir pour Falaise                                        |                          |                          | 1 132        | 48,52        | 1 314       | 48,79       | 7      | 5      |
|                                                          | Hervé Maunoury           | DVG                      | 1 019        | 43,67        | 1 379       | 51,20       | 22     | 15     |
| J'aime Falaise                                           |                          |                          | 1 019        | 43,67        | 1 379       | 51,20       | 22     | 15     |
|                                                          | Michel Langevin          | LO                       | 182          | 7,80         |             |             |        |        |
| Lutte ouvrière - Faire entendre le camp des travailleurs |                          |                          | 182          | 7,80         |             |             |        |        |
|                                                          |                          |                          |              |              |             |             |        |        |
| Exprimés                                                 | Exprimés                 | Exprimés                 | 2 333        | 98,36        | 2 693       | 98,43       |        |        |
| Votes blancs                                             | Votes blancs             | Votes blancs             | 13           | 0,55         | 16          | 0,58        |        |        |
| Votes nuls                                               | Votes nuls               | Votes nuls               | 26           | 1,1          | 27          | 0,99        |        |        |
| Total                                                    | Total                    | Total                    | 2 372        | 100,00       | 2 736       | 100,00      | 29     | 20     |
| Abstentions                                              | Abstentions              | Abstentions              | 3 420        | 59,05        | 3 068       | 52,86       |        |        |
| Inscrits / participation                                 | Inscrits / participation | Inscrits / participation | 5 792        | 40,95        | 5 804       | 47,14       |        |        |

### Élection municipale de 2014
|                          | Éric Macé *    | DVD            | 1 972 | 57,67  | 23 | 17 |  |  |
| Agir pour Falaise        |                |                | 1 972 | 57,67  | 23 | 17 |  |  |
|                          | Hervé Maunoury | PS-DVG         | 1 447 | 42,32  | 6  | 5  |  |  |
| J'aime Falaise           |                |                | 1 447 | 42,32  | 6  | 5  |  |  |
|                          |                |                |       |        |    |    |  |  |
| Inscrits                 | Inscrits       | Inscrits       | 5 699 | 100,00 |    |    |  |  |
| Abstentions              | Abstentions    | Abstentions    | 2 125 | 37,29  |    |    |  |  |
| Votants                  | Votants        | Votants        | 3 574 | 62,71  |    |    |  |  |
| Blancs et nuls           | Blancs et nuls | Blancs et nuls | 155   | 4,34   |    |    |  |  |
| Exprimés                 | Exprimés       | Exprimés       | 3 419 | 95,66  |    |    |  |  |
| * Liste du maire sortant |                |                |       |        |    |    |  |  |

### Élection municipale de 2008
|                          | Éric Macé *     | DVD            | 2 165 | 62,99  | 24 |  |  |  |
| Agir pour Falaise        |                 |                | 2 165 | 62,99  | 24 |  |  |  |
|                          | Denis Delasalle | PS-DVG         | 1 272 | 37,01  | 5  |  |  |  |
| Falaise pour tous        |                 |                | 1 272 | 37,01  | 5  |  |  |  |
|                          |                 |                |       |        |    |  |  |  |
| Inscrits                 | Inscrits        | Inscrits       | 5 812 | 100,00 |    |  |  |  |
| Abstentions              | Abstentions     | Abstentions    | 2 240 | 38,54  |    |  |  |  |
| Votants                  | Votants         | Votants        | 3 572 | 61,46  |    |  |  |  |
| Blancs ou nuls           | Blancs ou nuls  | Blancs ou nuls | 135   | 3,78   |    |  |  |  |
| Exprimés                 | Exprimés        | Exprimés       | 3 437 | 96,22  |    |  |  |  |
| * Liste du maire sortant |                 |                |       |        |    |  |  |  |